# Sayaka Ishii
Sayaka Ishii (Tokio, 31 de agosto de 2005) es una tenista japonesa.

## Carrera
Ishii ganó su primer título profesional en el W35 de Osaka en 2024. Obtuvo su primer título en dobles, junto a Naho Sato, en el Figueira da Foz Open.
Tuvo su debut en el WTA Tour, en el 250 de Cleveland 2024, pero perdió en primera ronda contra Kateřina Siniaková. Disputó el 500 de Tokio 2024, donde derrotó a Sara Saito en la primera ronda y a Zeynep Sönmez, pero perdió en cuartos de final contra Diana Shnaider.
En 2025 participó por primera vez en un WTA 1000 en el Masters de Miami. En primera ronda del torneo perdió contra Emma Raducanu.